# ماری هاوتون
 ماری هاوتون (انگلیسی: Mary Hawton؛ ۴ سپتامبر ۱۹۲۴ – ۱۸ ژانویهٔ ۱۹۸۱) یک تنیس‌باز اهل استرالیا بود.